# 65-ös főút (Magyarország)
A 65-ös számú főút egy két számjegyű főút Tolna és Somogy vármegyékben, az előbbi székhelyét, Szekszárdot köti össze a Balaton fővárosával, Siófokkal.

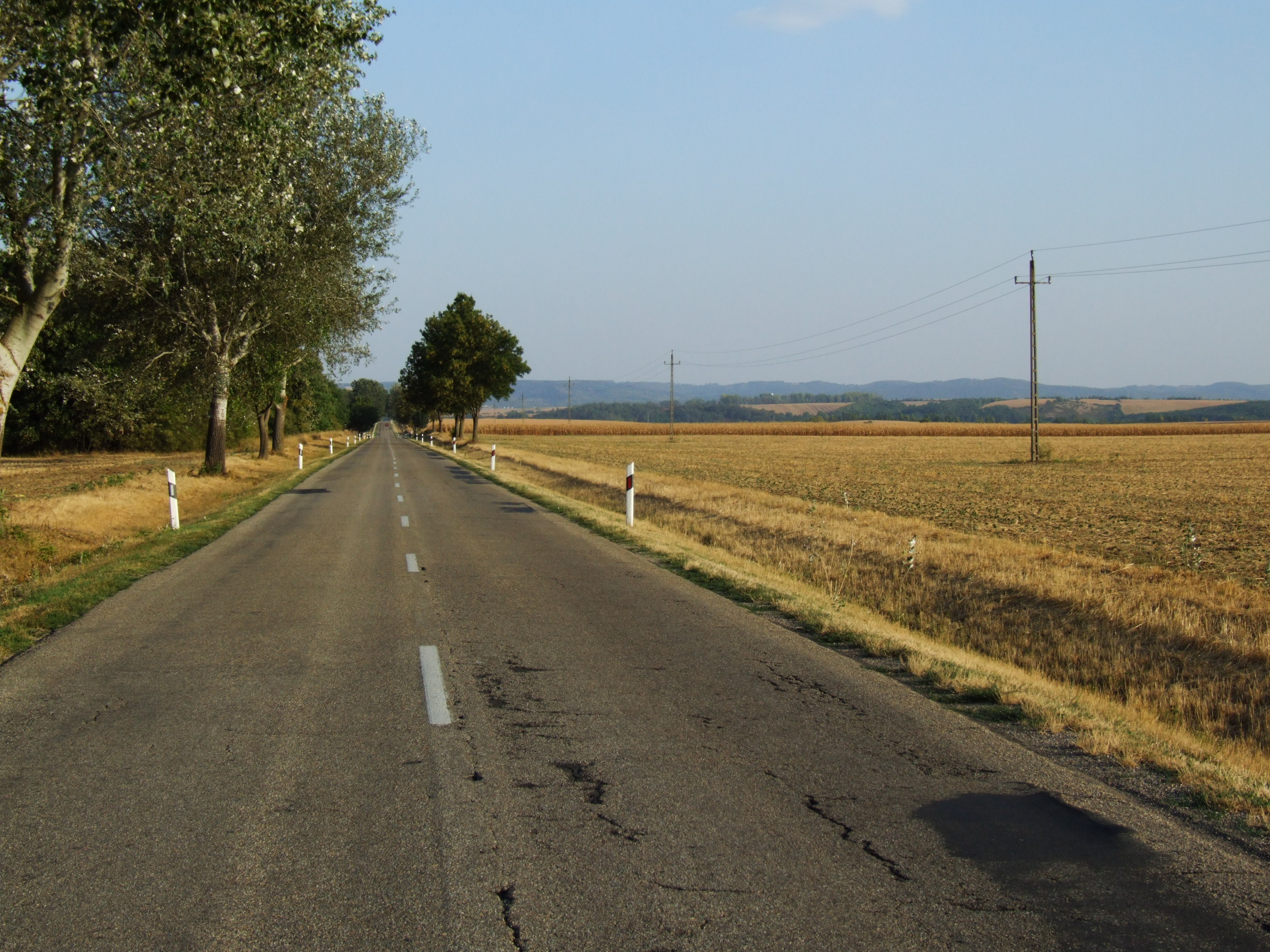
Egy szakasza Tolna vármegyében

## Nyomvonala
A 6-os és 7-es főutakat összekötő főút a következő településeket érinti: Harc, Zomba, Kéty, Hőgyész, Szakály, Tamási, Iregszemcse, Som, Ságvár, Siófok. Tamási belvárosában keresztezi a 61-es főutat, Iregszemcsén pedig beletorkollik a 651-es főút, amely Tamási elkerülésével biztosít összeköttetést Nagykónyi és a 61-es között. Siófok határában az M7-es autópályát is keresztezi csomóponttal.

## Története
1934-ben a kereskedelem- és közlekedésügyi miniszter 70 846/1934. számú rendelete a Siófok-Tamási közti szakaszát harmadrendű főúttá nyilvánította, 622-es útszámozással. Délebbi szakaszát a rendelet alapján 1937-ben kiadott közlekedési térkép mellékúti kiépítettséggel tünteti fel. [A 65-ös útszámot ugyanakkor a Dombóvár-Kaposvár-Nagykanizsa útvonal kapta meg.]